# Milagros Mendoza
Milagros Coromoto Mendoza Díaz (nacida el 11 de diciembre de 1987) es una futbolista venezolana que juega como defensa central en el Yaracuyanos FC y en la selección femenina de Venezuela.

## Carrera internacional
Mendoza jugó por Venezuela en categoría absoluta en dos ediciones de la Copa América Femenina (2006 y 2014).